# Сторожинецький лісовий коледж
Сторожине́цький лісови́й ко́ледж (раніше Сторожинецький лісовий технікум) — спеціалізований (лісова освіта) вищий навчальний заклад у місті Сторожинці Чернівецької області.

## Історія
Сторожинецький лісовий технікум заснований відповідно до розпорядження Ради Народних Комісарів СРСР від 24 липня 1945 року № 11075.
Рішенням Державної акредитаційної комісії від 13 квітня 2004 року коледж визнано акредитованим за статусом вищого закладу освіти I рівня акредитації.
Наказом Державного комітету лісового господарства України від 5 серпня 2005 року № 392 технікум реорганізовано у Сторожинецький лісовий коледж.
Спеціальності: — лісове господарство та бухгалтерський облік